# Бурнас (лиман)
Бурнас (рум. Limanul Burnas) — солоноводний лиман, розташований в Білгород-Дністровському районі Одеської області України. Солоність води у ньому приблизно вдвічі вища, ніж в Чорному морі. Лиман з'єднується з морем за допомогою системи каналів. Довжина водойми близько 7 км, ширина — від 1 до 3 км. На півночі Бурнас з'єднується з озером Солоне, на південному заході — з лиманом Курудіол. Поповнення лиману водою здійснюється за рахунок Чорного моря, а також водами річки Алкалія, що впадає до озера Солоне.
Поблизу лиману розташовано курорт Лебедівка, грязі з лиману використовуються для лікування.
Озеро входить до складу Національного природного парку «Тузловські лимани». Узбережжя лиману є місцем гніздування птахів. Система лиманів Сасик — Шагани — Алібей — Бурнас отримала статус міжнародних водно-болотних угідь, як місця поселення водоплавних птахів та занесена в міжнародний список Рамсарської конвенції про охорону водно-болотних угідь.